# Carlo Mazzei
Carlo Mazzei (Maratea, 29 dicembre 1844 – Ponti della Valle, 1º ottobre 1860) è stato un patriota italiano.

## Biografia
Nacque da Pietro Mazzei-Lieto, pubblicista e studioso di storia locale coinvolto nei fatti del 1848 svolti a Maratea, e Rosaura Barone il 29 dicembre 1844. La famiglia paterna, benestante, era originaria di Tortora, in Calabria Citeriore.
Studente di legge, nel settembre del 1860 chiese ai genitori il permesso di unirsi a Garibaldi, transitato nei primi giorni di quel mese nel golfo di Policastro durante la spedizione dei Mille.
Poiché il permesso gli fu negato, Carlo fuggì di notte da casa per raggiungere Lagonegro, e lì unirsi al corpo dei Cacciatori Lucani.
Il 19 settembre 1860 entrò a Napoli, dove fu raggiunto da suo padre, nel frattempo arruolatosi anche lui.
Morì in uno scontro nei pressi dei Ponti della Valle il 1º ottobre, ucciso da uno dei mercenari bavaresi ingaggiati per difendere la causa di Francesco II di Borbone.
Fu ricordato da Giustino Fortunato durante una commemorazione dei caduti lucani nel Risorgimento,
(Fortunato, vol. II, pagg. 96-97.)
In Maratea è ricordato con l'intitolazione di una strada nel centro storico.